# Quint Meci
Quint Meci (en llatí Quintus Maecius, en grec Κόϊντος Μαίκιος) va ser un poeta romà però que escrivia en grec.
Va ser l'autor d'una dotzena d'epigrames que consten a l'Antologia grega, que són dels millors de la col·lecció. El seu nom era romà, però el seu origen i època són desconeguts.